# گلوی (ویرجینیای غربی)
گلوی(به انگلیسی: Galloway) شهری در ایالت ویرجینیای غربی کشور ایالات متحده آمریکا است که جمعیت آن در سرشماری سال ۲۰۱۰ میلادی، ۱۴۳ نفر بوده‌است.